# ダギ

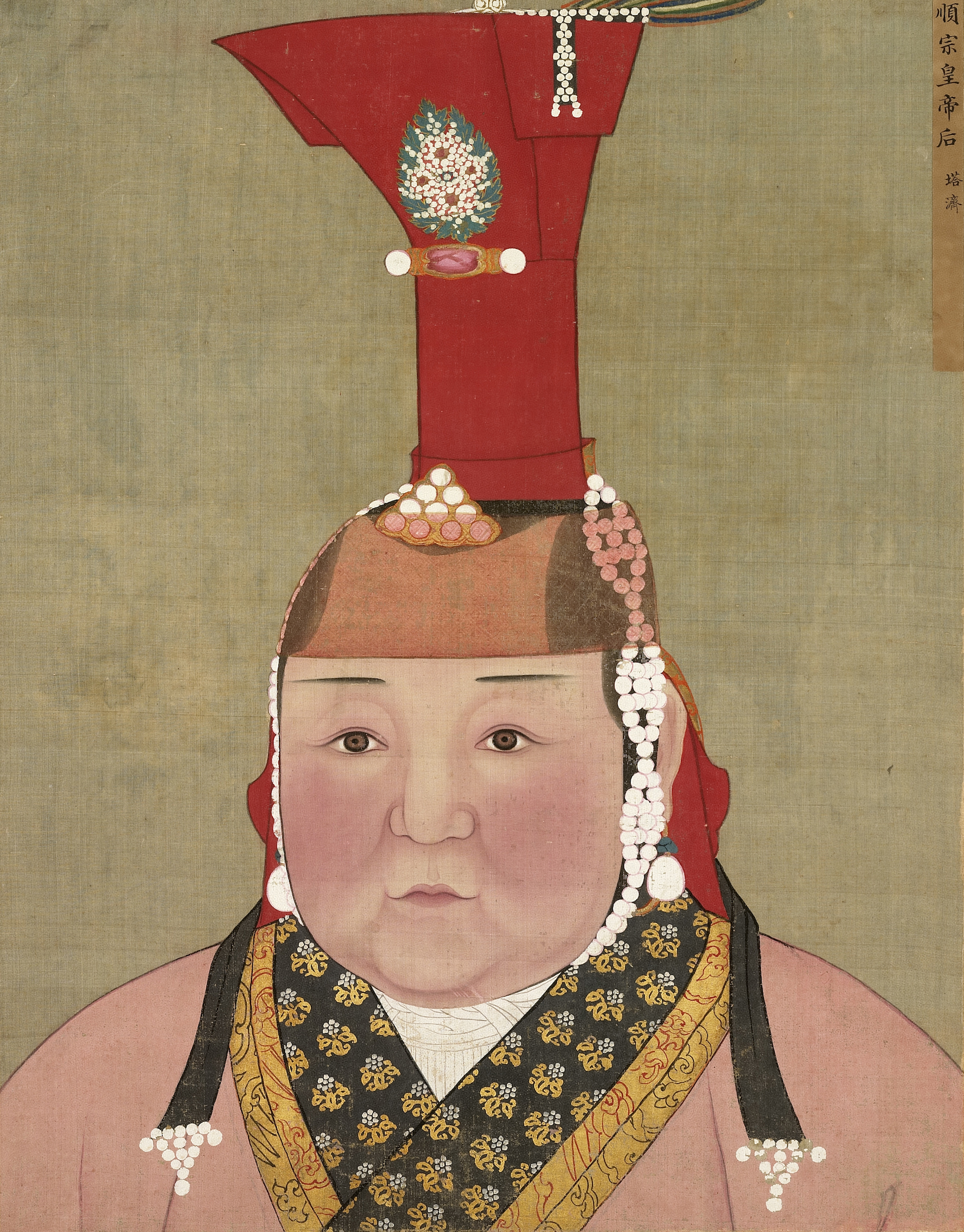
ダギ「順宗皇帝后 塔済」とある。

ダギ（モンゴル語:ᠲᠠᠵᠢ 転写: taǰi、Dagi, ? - 至治2年9月22日（1322年11月1日））は、モンゴル帝国（元）の世祖クビライの孫のダルマバラの夫人で、武宗カイシャンと仁宗アユルバルワダの母（皇太后）。漢字表記は答己。
『元史』などの漢文史料では答己(dājǐ)、『集史』や『ワッサーフ史』などのペルシア語史料ではداکی فیزی(Dāki fīzī,「ダギ妃子」の転写)と記される。

## 概要
コンギラト部族の出身で、チンギス・カンの正夫人ボルテの弟のアルチ・ノヤンの曾孫娘にあたり、アルチ・ノヤンの孫のクルドゥ・テムルの娘である。クビライの皇后チャブイは大おばにあたる。幼少のうちから燕王チンキム（後の皇太子）の宮廷に迎え入れられてその次男のダルマバラに近侍し、成人とともにダルマバラと結婚、カイシャンとアユルバルワダの2子をもうけた。
夫の早世後、遊牧民の間では一般的な嫂婚制（父や兄の未亡人を娶ることでその財産を引き継ぐ制度）により、夫の弟にあたる成宗テムルとの結婚が検討されたこともあったといわれるが、再婚は行われなかった。このためかテムルの皇后のブルガンとは不和であり、テムル晩年の大徳9年（1305年）にはブルガンによって首都の大都を遠ざけられ、次男のアユルバルワダとともに懐州にあるダルマバラ家の所領にあった。
大徳11年（1307年）、テムルが死ぬと、傍系の王族アナンダを即位させようと目論むブルガンに反対する重臣たちによってアユルバルワダとともにひそかに呼び戻され、大都に入ってブルガンとアナンダを打倒するクーデターに関与した。続いてアルタイ山脈方面に駐留していた長男の懐寧王カイシャンが帰国しカアンに即位すると、アユルバルワダは皇太子として立てられ、ダギも皇太后に立てられる（この時、亡夫のダルマバラも昭聖衍孝皇帝と追諡され、廟号を順宗とされた）。
ダギはかつて亡夫のダルマバラの母のココジンが領していた隆福宮を継承し、まもなくダギのために興聖宮が立てられて隆福宮を併せた。興聖宮は代々コンギラト部出身の皇后によって所有されてきた莫大な財産と所領を継承し、その管理のためにいくつもの官庁が設けられ、それ自体がひとつの王国に匹敵するほどの規模を誇った。歴史学者の岡田英弘は、コンギラト部出身の妃が取り仕切る興聖宮が政治の実権を握った時代を「フンギラト（コンギラト）時代」と呼称している。
至大4年（1311年）、カイシャンが30歳ほどの若さで突如急死し、ダギの溺愛する弟のアユルバルワダがハーンに即位すると、カイシャンの側近たちは突如追放され、ダギの寵臣のテムデルをはじめとする興聖宮の重臣が権勢を振るうようになり始めた。カイシャンが弟のアユルバルワダを皇太子に立てたとき、その次のハーンはカイシャンの子のコシラとするよう兄弟の間で約束されていたが、ダギはコシラが幼くして英気があり将来思い通りにならないことを怖れ、約束を破ってアユルバルワダの子で柔弱なシデバラを皇太子に立てさせた。
アユルバルワダの治世ではカアンにはほとんど実力がなく、ダギとその側近たちが政治を自由に動かした。ハーンの勅令よりも皇太后の懿旨のほうが権威をもつと言われ、シデバラを皇太子に立てるのもダギの懿旨によって行われた。アユルバルワダは即位して程なく、延祐2年（1315年）3月、ダギに皇太后に加えて、儀天興聖慈仁昭懿寿元全徳泰寧福慶皇太后という尊号を贈った。
延祐7年（1320年）、アユルバルワダがやはり若くして亡くなると、その遺児でまだ10代のシデバラがハーンに即位し、ダギは太皇太后に立てられた。シデバラの治世ではダギの権勢はますます盛んになり、アユルバルワダの末年に罷免されていたテムデルが右丞相に返り咲くなど、ダギの意志が押し通された。
しかし、シデバラは成長するとともに毅然として政治に乗り出そうとする傾向を見せ始めたので、ダギはシデバラを擁立したことを後悔しながら2年後に亡くなった。ダギが死ぬとシデバラはテムデルの遺族を追放し、その財産を没収するなど強硬的な改革を進め、ダギの党派は一掃されてしまった。

## 参考資料
- 岡田英弘『モンゴル帝国から大清帝国へ』藤原書店、2010年。ISBN 9784894347724。 NCID BB03994625。
- 杉山正明「大元ウルスの三大王国 : カイシャンの奪権とその前後(上)」『京都大學文學部研究紀要』第34巻、京都大學文學部、1995年3月、92-150頁、CRID 1050282677039186304、hdl:2433/73071、ISSN 0452-9774。
- 藤島建樹「元朝における権臣と宣政院」『大谷学報』第52巻第4号、大谷学会、1973年2月、17-31頁、ISSN 02876027、NAID 120005819237。